# Ponginis
Els ponginis (Pongini) són una tribu d'homínids que només inclou un gènere vivent d'animals: els orangutans (Pongo). També s'han inclòs en aquesta tribu les restes fòssils del gènere Khoratpithecus.

## Taxonomia
- Tribu: Pongini
  - Gènere: Khoratpithecus †
  - Gènere: Pongo
    - Espècie: P. abelii (orangutan de Sumatra)
    - Espècie: P. pygmaeus (orangutan de Borneo)